# Jaromír av Böhmen
Jaromir av Böhmen, död 1038, var regerande hertig av Böhmen tre gånger: första gången 1003, andra gången 1004–1012, och tredje gången 1033-1034.